# Forever (Rosa Chemical)
Forever è il primo album in studio del rapper italiano Rosa Chemical, pubblicato il 28 maggio 2020 dalla Thaurus Music. Il 9 aprile 2021 è stato pubblicato Forever and Ever, riedizione comprendente 5 pezzi inediti.

## Tracce
Testi di Manuel Rocati e Oscar Inglese (alias Bdope), musiche di Bdope, eccetto dove indicato.
1. Rose & rovi – 3:08 (testo: Manuel Rocati, Oscar Inglese, Vincenzo di Bacco – musica: Bdope, Dbackinyahead)
2. Cosanostra – 2:16
3. Lobby Way – 2:51 (testo: Manuel Rocati, Oscar Inglese, Vincenzo Di Bacco – musica: Bdope, Dbackinyahead)
4. Occhio e croce – 2:14
5. Polka (feat. Thelonious B.) – 2:50 (testo: Adriano Accrocca, Gregory Taurone, Lorenzo Danieli, Manuel Rocati – musica: Greg Willen)
6. Slatt (feat. Dani Faiv) – 2:48 (testo: Daniele Ceccaroni, Manuel Franco Rocati, Oscar Inglese)
7. Raf Simons – 1:01 (testo: Manuel Rocati, Luca La Piana – musica: Luca La Piana)
8. Londra (feat. Rkomi) – 3:14 (testo: Manuel Rocati, Mirko Martorana, Oscar Inglese)
9. Nuovi gay – 3:30
10. Slime (feat. Wayne Santana) – 2:39 (testo: Andrea Venerus, Manuel Rocati, Simone Benussi, Umberto Violo – musica: MACE)
11. Boheme – 3:20
12. Tu mi fai (feat. Boro Boro) – 2:47 (testo: Federico Orecchia, Manuel Rocati, Oscar Inglese)
13. Paradiso – 2:20 (testo: Davide Maruotti, Manuel Rocati – musica: NIKENINJA)

Forever and ever - tracce bonus nella riedizione
1. britney ;-) (feat. MamboLosco, Radical) – 3:13 (testo: Daniele Wandja, Manuel Rocati, Matteo Amaru, Oscar Inglese, William Miller Hickman III – musica: Bdope, Mothz)
2. no love :-) – 3:10 (testo: Andrea Moroni, Manuel Rocati, Oscar Inglese – musica: Bdope, Andry The Hitmaker)
3. polka 2 :-/ (feat. Gué, Ernia) – 3:27 (testo: Cosimo Fini, Manuel Rocati, Matteo Professione, Oscar Inglese)
4. life :-( – 2:09
5. fantasmi ;-( – 3:26

## Formazione
- Rosa Chemical – voce
- Bdope –  produzione (tracce 1, 2, 3, 4, 6, 8, 9, 11 e 12)
- Dbackinyahead –  produzione (tracce 1 e 3)
- Greg Willen – produzione (traccia 5)
- Luca La Piana  – produzione (traccia 7)
- MACE – produzione (traccia 10)
- NIKENINJA – produzione (traccia 13)
- Thelonious B. – voce aggiuntiva (traccia 5)
- Dani Faiv – voce aggiuntiva (traccia 6)
- Rkomi – voce aggiuntiva (traccia 8)
- Wayne Santana – voce aggiuntiva (traccia 10)
- Boro Boro – voce aggiuntiva (traccia 12)

Forever and ever
- Rosa Chemical – voce
- Bdope –  produzione
- Mothz – produzione (traccia 1)
- Andry The Hitmaker – produzione (traccia 2)
- MamboLosco – voce aggiuntiva (traccia 1)
- Radical – voce aggiuntiva (traccia 1)
- Gué – voce aggiuntiva (traccia 3)
- Ernia – voce aggiuntiva (traccia 3)

## Classifiche

### Forever
| Classifica (2020) | Posizione massima |
| ----------------- | ----------------- |
| Italia            | 8                 |

### Forever and ever
| Classifica (2021) | Posizione massima |
| ----------------- | ----------------- |
| Italia            | 9                 |